# Joan Baptista Fabre
Joan Baptista (Abbé) Fabre (Somèire, Provenza 1727 - Celanova, Languedoc 1783), eclesiástico y escritor francés de origen occitano. Humanista culto, aunque la mayor parte de su obra fue escrita en francés ha trascendido la que escribió en occitano, de manera que ha sido considerado por ello como uno de los precursores del renacimiento occitano que tuvo lugar durante el Felibritge.
Escribió comedias (L'Opera d'Aubais, Lo tresaur de Substancion) y la novela Istòria de Joan-l'anpres (1760), sobre la vida campesina; en verso redactó L'Odissèa travestida (1769) y L'Eneïda de Cèlanòva (1770), obras en la que transporta héroes y hechos épicos a un medio rural. Lo Sèti de Cadarossa (El sitio de Cadarossa, 1774), poema heroico-cómico, es una sátira rabelaisiana sobre los clérigos y las monjas. Su obra francesa es abundante y en buena parte inédita.
- Datos: Q3164081
- Multimedia: Jean-Baptiste Fabre / Q3164081